# Burlington (Ontario)
Pour les articles homonymes, voir Burlington.
Burlington est une municipalité ontarienne, au Canada. Au recensement de 2017, on y a dénombré une population de 205 960 habitants.

## Situation
Burlington est située dans la région du Golden Horseshoe, au bord du lac Ontario, logée au creux de la baie de Burlington.
Burlington fait également partie de la région du Grand Toronto (Greater Toronto Area, souvent désignée GTA). Elle reste cependant (d'un point de vue strictement statistique lié au recensement) dépendante de l'aire métropolitaine d'Hamilton.

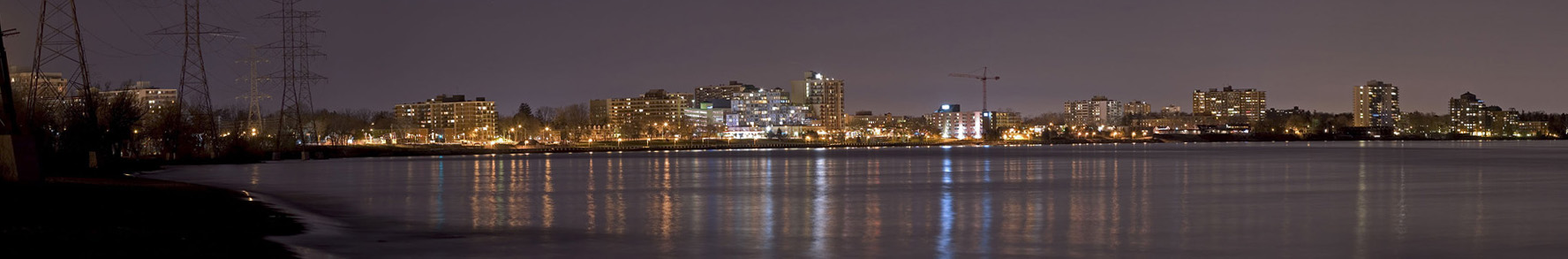
Burlington la nuit, vue de la plage.

## Démographie
La population de Burlington était de 164 415 habitants en 2006 et de 150 836 habitants en 2001. Cela correspond à une croissance démographique de 9,0 % en cinq ans. 133 020 personnes ont pour langue maternelle l'anglais, 2 985, le français, 275, l'anglais et le français et 26 195, une autre langue. 9,6 % de la population maîtrise les deux langues officielles du Canada. 22,3 % de la population est immigrante.
23,7 % de la population âgée de 15 ans et plus de Burlington a un certificat, diplôme ou grade universitaire.
| 2001    | 2006    | 2011    | 2016    |
| ------- | ------- | ------- | ------- |
| 150 836 | 164 415 | 175 779 | 183 314 |

## Attraits
Burlington est une ville particulièrement propre, les graffitis et les SDF[Quoi ?] y sont quasi inexistants.
Burlington connait actuellement un essor au niveau immobilier et démographique, plusieurs chantiers de construction résidentiels y sont présentement actifs.
Une particularité de Burlington est qu'elle compte une population de canadiens francophones estimée à environ 5 000 personnes.
Une partie du secteur riverain de la ville de Burlington (lakeshore) est aménagée. On y retrouve le Spencer's Smith Park, avec sa piste cyclable qui longe la bordure du lac Ontario. Plus au sud de la berge, l'on retrouve la plage (Burlington Beach), cette dernière n'est toutefois pas aménagée ni contrôlée, la baignade y est possible mais l'eau y est polluée. Plus au nord de la berge, divers restaurants bars et bistros sont édifiés, notamment le populaire Emma's backporch, et leurs terrasses surplombent le lac Ontario permettant aux clients de jouir de la beauté du paysage.

## Transport

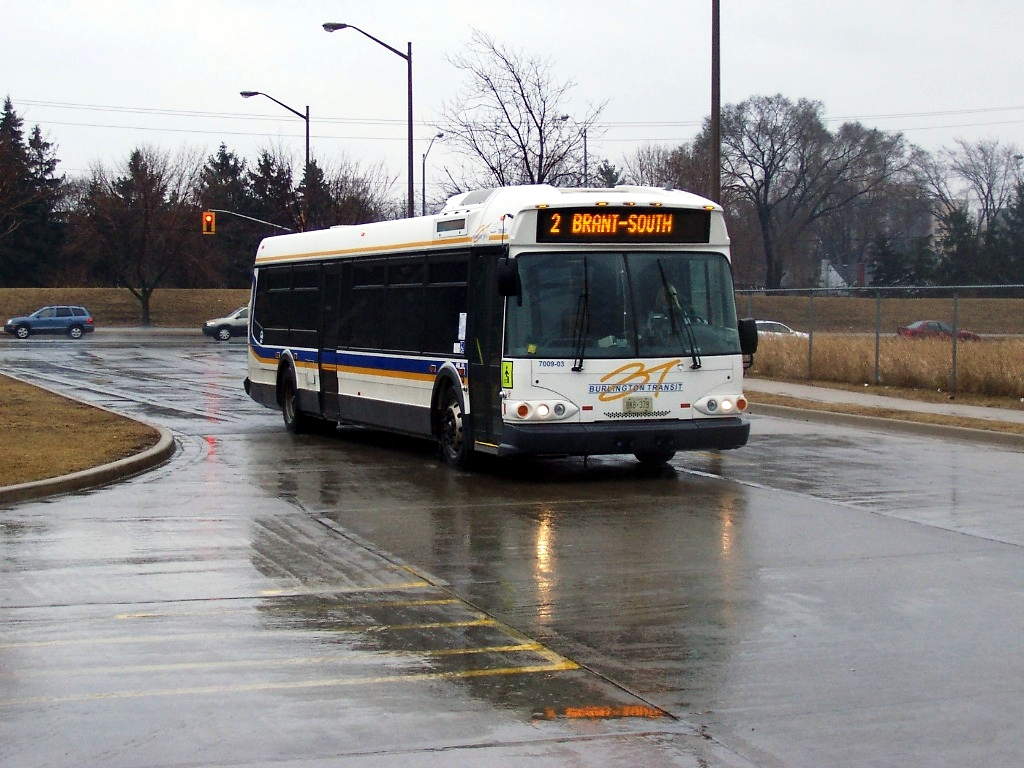
Autobus du Burlington Transit

La ville se trouve au carrefour d'un nœud de communication et se voit ainsi desservie par la « Queen Elizabeth Way », les autoroutes 403 et 407 ainsi que la Dundas Street.
Burlington possède également, depuis 1975, un réseau de transport urbain public: le Burlington Transit.
En ce qui concerne le transport sur rail, les sociétés Canadien National et Canadian Pacific assurent le service, ainsi que la ligne de trains de banlieue GO Transit Lakeshore West, qui permet la connexion avec Toronto et Hamilton. Depuis quelques années, Burlington et sa région est l'une des entités territoriales les plus dynamiques du Canada. Cette croissance va bien entendu de pair avec l'arrivée importante de nouveaux immigrants, principalement de jeunes couples avec enfants. Ces arrivées de résidents nécessitent la construction de nombreux logements, d'où l'accroissement de l'étalement périurbain.

## Politique et échanges culturels
Burlington est représenté au sein de la Chambre des communes par Mike Wallace (conservateur), ainsi que Lisa Rait (conservateur). Elle est également présente dans la législature ontarienne incarnée par Eleanor McMahon (libéral) et Indira Naidoo-Harris (libéral).
En 1989, Burlington a signé une déclaration de jumelage avec le quartier d'Itabashi à Tokyo. Depuis, des échanges et divers programmes ont été réalisés entre les deux villes et les relations entre elles ont prospéré. Apeldoorn (Pays-Bas) est également une ville jumelle de Burlington.